# Pyramide de la discrimination et de la violence

Un exemple d'illustration d'une pyramide de la discrimination

La pyramide de la discrimination et de la violence (aussi connue sous le nom de pyramide de la haine) est une théorie expliquant que les expressions de certaines valeurs et comportements peuvent amener à l'encouragement de la violence verbale, physique voire à l'homicide,.